# كورنيليوس كوليدغ
كورنيليوس كوليدغ (بالإنجليزية: Cornelius Coolidge)‏ هو مهندس معماري أمريكي، ولد في 30 أغسطس 1778 في مقاطعة ميدلسيكس في الولايات المتحدة، وتوفي في 4 سبتمبر 1843 في بوسطن في الولايات المتحدة.